# Reserva natural dirigida de la Laguna de Gallocanta
La reserva natural de la Laguna de Gallocanta es una reserva natural de Aragón (España), entre las comarcas de Campo de Daroca y Jiloca, formando parte de los términos municipales de Santed, Gallocanta, Berrueco, Las Cuerlas, Tornos y Bello; esto es, entre las provincias de Zaragoza y Teruel. Se ubica en el sistema Ibérico. Las localidades que rodean a la laguna son Gallocanta, Berrueco, Tornos, Bello y Las Cuerlas.
La laguna de Gallocanta abarca una superficie de 1924 ha y otras 4553 ha de zona periférica de protección.  Tiene longitud máxima de 7 km y una anchura máxima de 2 km, siendo la mayor laguna natural de la península ibérica y junto con la laguna de Fuente de Piedra (provincia de Málaga) es la mayor laguna salada de Europa.[cita requerida] Tiene una profundidad media de 70 cm y la máxima es de 2 m. La altitud oscila entre 995 y 1 085 m s. n. m. La cuenca endorreica está encerrada entre las sierras de Santa Cruz y Pardos al norte, la sierra Menera al sur y la sierra del Caldereros en el este.
Es un buen ejemplo de cuenca endorreica de montaña, es decir, que no tiene salida al mar. Sus aguas proceden principalmente de torrentes subterráneos, por lo que su salinidad es muy alta: diez veces superior a la del agua de mar, lo que hace que en periodos secos se lleguen a formar en sus playas costras de sal.
La reserva natural fue declarada como tal el 30 de noviembre de 2006, por la ley 11/2006 del Gobierno de Aragón. Es también LIC y ZEPA.

## Fauna

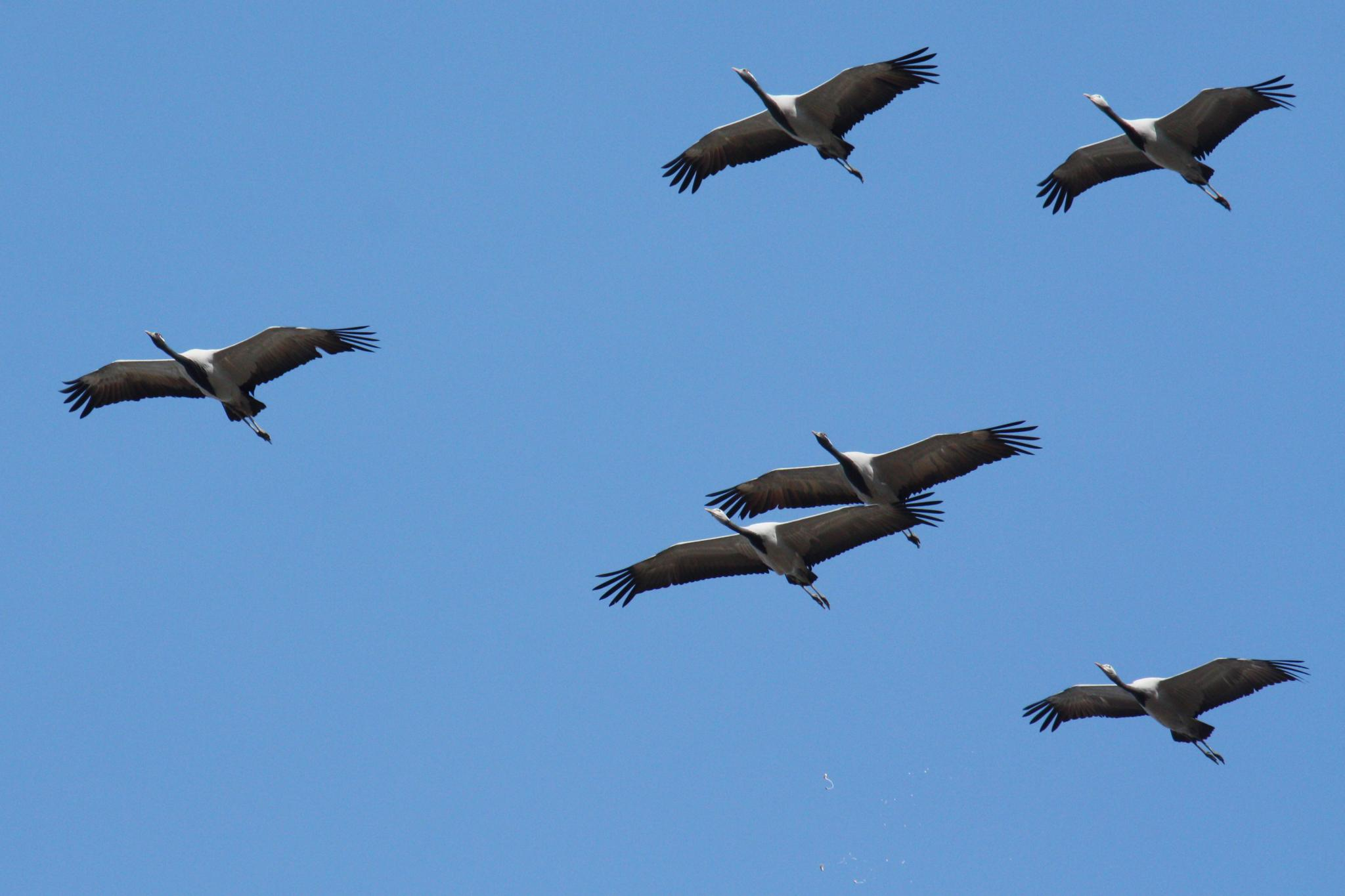
Las grullas son habituales en Gallocanta.

La alta concentración de sal en sus aguas impide toda presencia de peces, aunque hay un importante número de aves, reptiles y anfibios por los arroyos y las balsas, y mamíferos por las sierras y los montes.
Cuenta con más de 220 especies de aves, entre las que destacan: buitres, águilas, grullas, abubillas y fochas. Constituye el enclave más importante de aves acuáticas de Aragón y el segundo de la península ibérica después del Doñana[cita requerida]. El censo de aves que se realiza en invierno aporta datos de una media de 150 000 ejemplares, siendo el máximo en el invierno de 1998 con 400 000 aves censadas.[cita requerida]. Las grullas llegan desde el norte de Europa a la Laguna de Gallocanta desde mediados de octubre hasta mediados de diciembre, permaneciendo una población invernante hasta la primavera. La migración de primavera comienza en febrero y finaliza a principios de marzo. La migración primaveral en Gallocanta se está adelantando desde los años 70 del siglo XX, un adelanto que se correlaciona con el aumento de las temperaturas y la disminución de la superficie encharcada de la laguna; y la disponibilidad de agua dulce en los arroyos, procesos que forman parte del cambio climático.

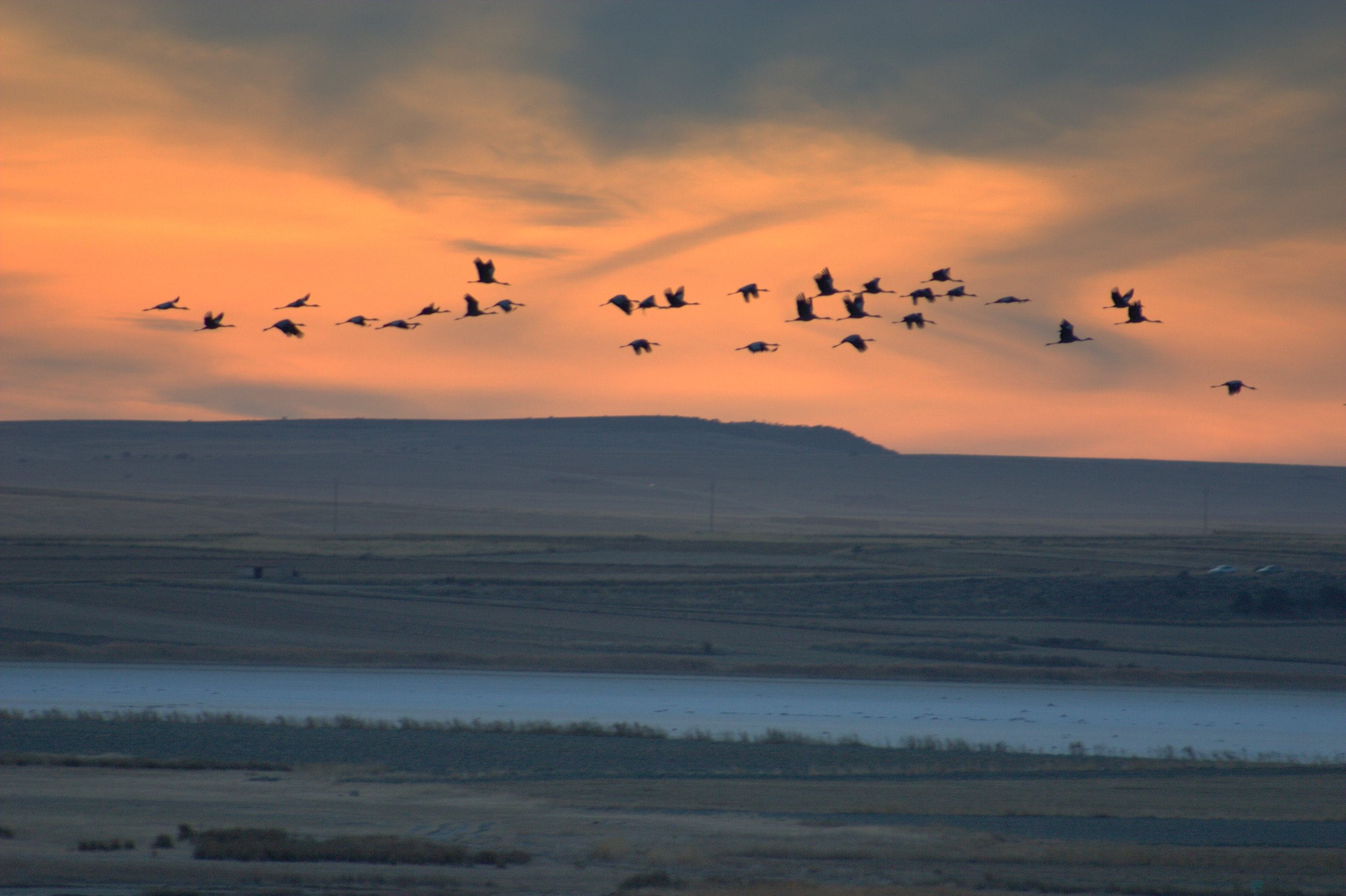
Atardecer en Gallocanta

Entre los mamíferos se pueden encontrar: corzos, comadrejas, zorros, gatos monteses, algún ciervo, jabalíes, martas, conejos y tejones.
Son comunes en las balsas y arroyos de los alrededores las ranas, sapos, lagartos, lagartijas y algunas especies de serpientes.

## Flora
La flora de la laguna es rica y variada, siendo las comunidades litorales las más destacables por su aceptable estado de conservación y su interés desde el punto de vista ecológico y botánico.
Debido a ser casi un ambiente estepario y también como consecuencia de la mano del ser humano, la laguna está llena de campos de cereales, girasoles, algunos maíces y campos de hortalizas y alfalfa. En los montes todavía se pueden ver pinos, carrascas, quejigos y enebros. En las zonas con agua hay chopos y serbales comunes. Los árboles frutales más comunes son los almendros y algunos manzanos. Antiguamente se cultivaban viñas y azafrán. 
Hay gran cantidad de plantas halófilas que soportan mucha salinidad y por ello son perfectas para la laguna. El sistema cuenta con algunos endemismos y especies en protección como la Puccinellia pungens y el Lythrum flexuosum, y algunas Anacamptis palustris. Las especies presentan una disposición peculiar en función del relieve y del grado de humedad del suelo y de su tolerancia a la salinidad. En las zonas de aguas más dulces destacan los carrizales y espadañales (Phragmites australis, Typha angustifolia, T. latifolia, Scirpus lacustris) y más tolerantes a la salinidad juncales de Juncus maritimus y Scirpus maritimus.

## Otras figuras de protección

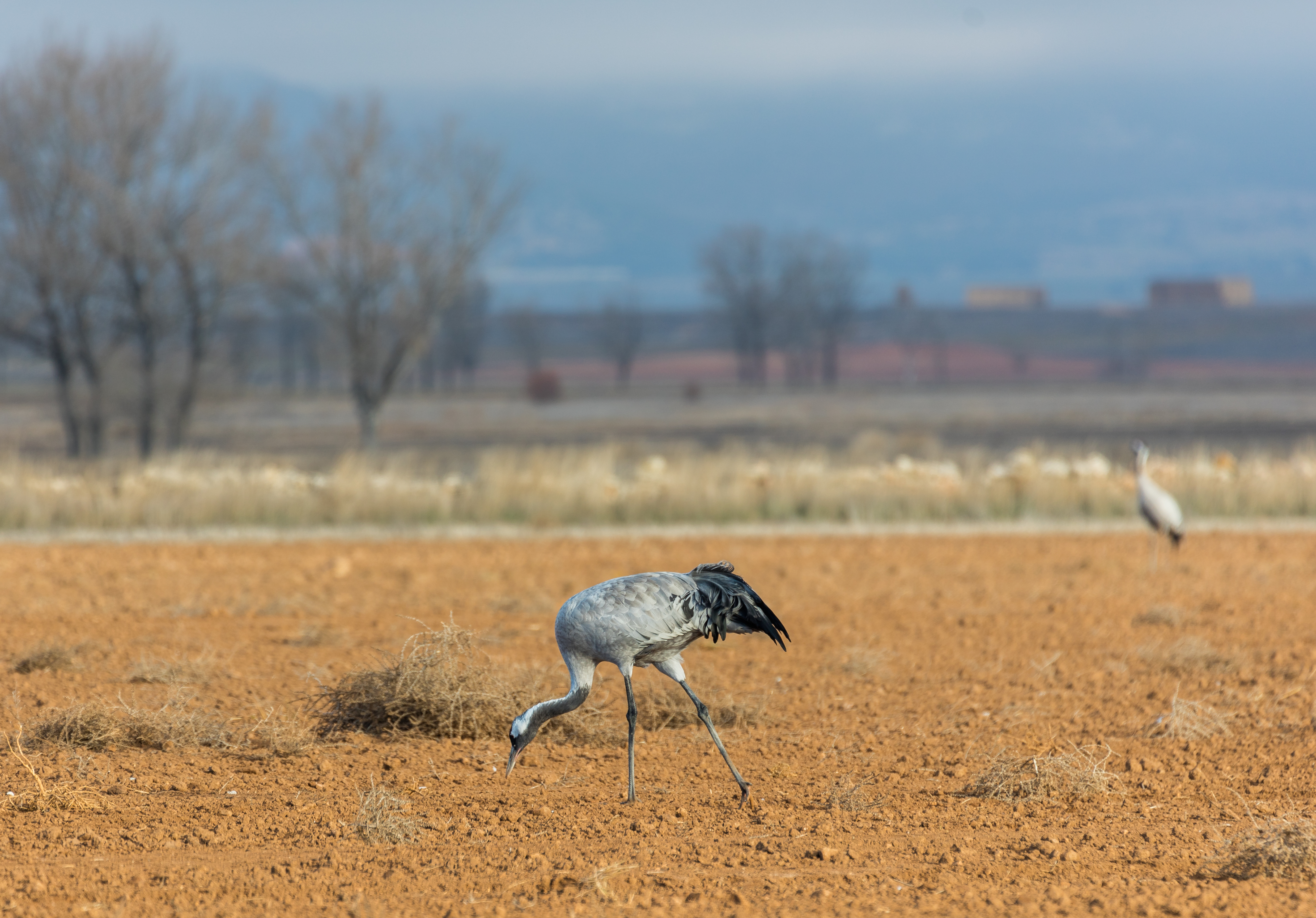
Ejemplar de grulla común (Grus grus) en el término municipal de Las Cuerlas, a orillas de la laguna.

La reserva natural cuenta además con otras figuras de protección:
- Refugio de fauna silvestre
- ZEPA: Cuenca de Gallocanta
- LIC: Laguna de Gallocanta
- Humedal de Importancia Internacional (Convenio Ramsar)